# Khandu Wangchuk
Khandu Wangchuk (ur. 1950) – polityk bhutański, premier w latach 2001–2002 i 2006–2007. W latach 2003–2006 kierował bhutańską dyplomacją, by we wrześniu 2006 powrócić na stanowisko szefa rządu.